# 155138 Pucinskas
155138 Pucinskas este un asteroid din centura principală de asteroizi.

## Descriere
155138 Pucinskas este un asteroid din centura principală de asteroizi. A fost descoperit pe 9 octombrie 2005 la Moletai de Kazimieras Černis și Justas Zdanavičius. Asteroidul prezintă o orbită caracterizată de o semiaxă mare de 2,77 ua, o excentricitate de 0,10 și o înclinație de 4,9° în raport cu ecliptica.